# Бирка (Олт)
Бирка (рум. Bârca) — село у повіті Олт в Румунії. Входить до складу комуни Валя-Маре.
Село розташоване на відстані 130 км на захід від Бухареста, 7 км на схід від Слатіни, 52 км на схід від Крайови.

## Населення
За даними перепису населення 2002 року у селі проживали 950 осіб.
Національний склад населення села:
| Національність | Кількість осіб | Відсоток |
| -------------- | -------------- | -------- |
| румуни         | 830            | 87,4%    |
| цигани         | 120            | 12,6%    |

Рідною мовою назвали:
| Мова      | Кількість осіб | Відсоток |
| --------- | -------------- | -------- |
| румунська | 834            | 87,8%    |
| циганська | 116            | 12,2%    |